# Софійський метрополітен
Софі́йський метрополіте́н, Софійське метро (болг. Софийско метро) — система ліній метрополітену в Софії, столиці Болгарії, є єдиним метрополітеном держави.
Введено в дію 28 січня 1998 р. Станом на 2024 рік, Софійський метрополітен має чотири сполучені між собою лінії — 47 станцій із загальною довжиною колій 52 км.
Кошти на будівництво Софійського метро отримує від Уряду Республіки Болгарія та Європейського Банку. Метро будує японська фірма.

## Історія

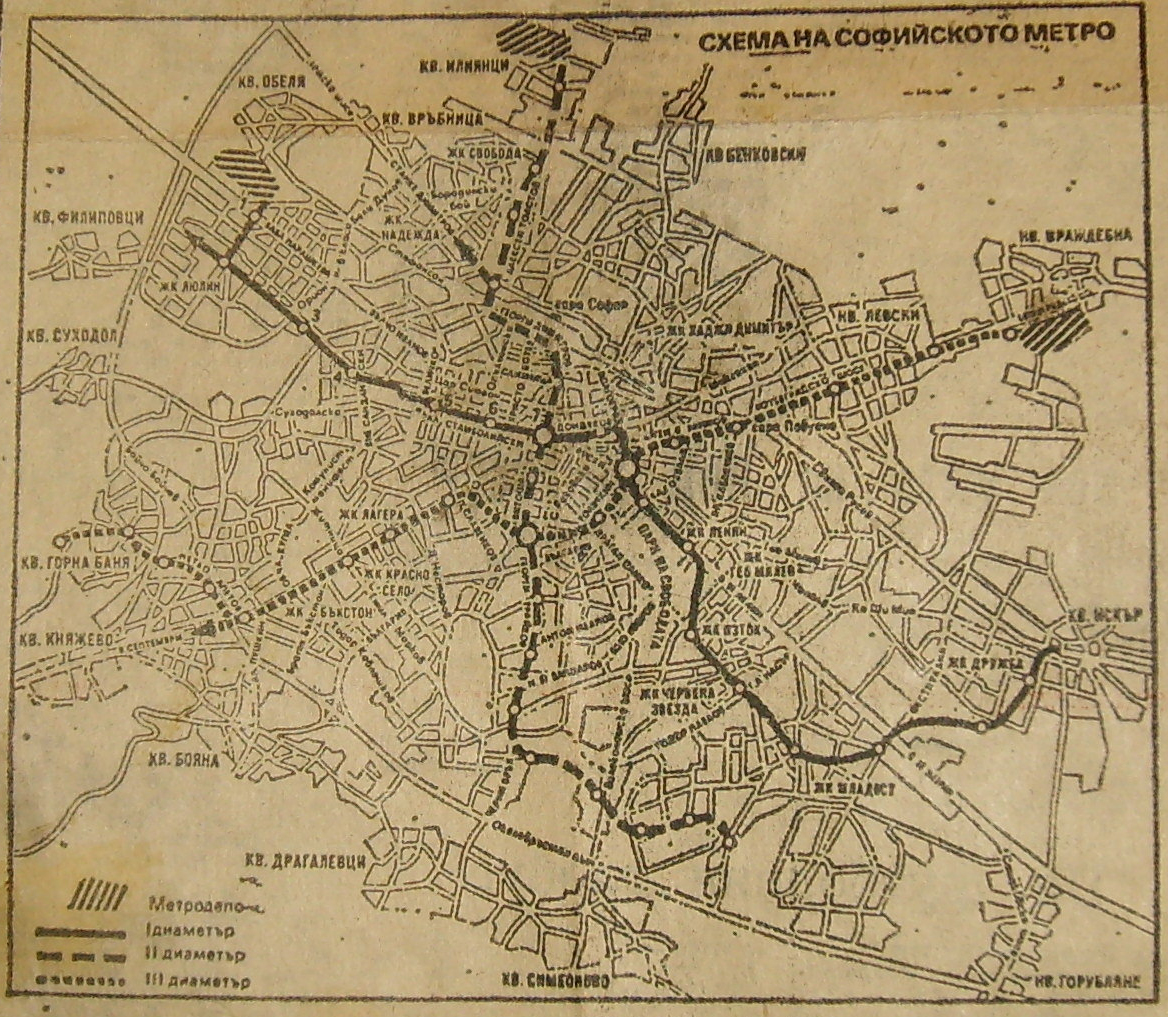
Початкова схема метроліній, 1970

Софійський метрополітен відкрили після більш ніж 15 років будівництва (перші тунелі були споруджені в 1982 році при будівництві державного палацу культури) 28 січня 1998 року. На момент відкриття лінія складалася з п'яти станцій і мала довжину 6,5 км, в 1999 і 2000 роках лінія продовжувалась по одній станції на схід, у 2003 році була відкрита дільниця в північному напрямку з наземною станцією — «Обеля». У 2009 лінія була продовжена на 6 станцій у східному напрямку. 25 квітня 2012 року були відкриті станції метро «Младост 3» та «Царьградне шосе».

### Перша лінія M1— Червона
Перша черга лінії 1 з п'яти станцій завдовжки 6,5 км сполучила бульвар Сливница через Люлін з бульваром К. Величкова з 28 січня 1998. Станція «Ополченська» введена в експлуатацію 17 вересня 1999, станція «Сердика І», що розташована на площі Святої Неділі — 31 жовтня 2000-го, на 31 грудня перша лінія мала 8,1 км завдовжки. Подальше подовження лінії відбулося в квітні 2003 року — 1,8 км — відкрита станція «Обеля».
2005-го року введено в експлуатацію нову чергу із трьох станцій завдовжки 4,8 км між площею Святої Неділі і Всесвітнім торговим центром «Інтерпред» (станція «Жоліо Кюрі»). 2006 року розпочато будівництво черги завдовжки 3,2 кілометри, що сполучила Ізгрев та мікрорайон Младост-1. Завершення будівництва перших трьох станцій черги було заплановано на осінь 2007 року, проте в результаті різних затримок при будівництві першої черги Другої лінії дільниця «Стадіон Васил Левський» — «Младост 1» була введена в експлуатацію 8 травня 2009 року, але діяла протягом короткого періоду часу окремо від західної частини лінії. Об'єднання лінії відбулося 7 вересня 2009.
На станції «Младост 1» відбувається розгалуження лінії:
- Північна гілка (сучасна  М4 ) завдовжки 7,2 км, що сполучає станції «Младост 1» і аеропорт Софії (шість станцій), введена в експлуатацію 2 квітня 2015;
- Південна гілка «Младост 1» — «Бізнес-парк Софія» завдовжки 2,62 км (три підземні станції) була введена в експлуатацію 8 травня 2015 року.

### Друга лінія M2— синя
Друга лінія Софійського метрополітену проходить через райони Обеля, Надежда, центр міста і Лозенець на півдні міста. Будівництво 6,4-кілометрової ділянки між районом Надєжа та районом Лозенець через центральний залізничний вокзал і Національний палац культури почалося 14 грудня 2008. Робота на дільниці між житловими масивами Обеля і Надєжда почалася в лютому 2010. Обидві частини лінії введено в експлуатацію 31 серпня 2012 року.
Станції «Национален Дворец на Културата» («НДК») і «Європейський союз» та з'єднувальні тунелі були частково завершені протягом будівництва Національного палацу культури та реконструкції околиць наприкінці 1970-х і початку 1980-х років.
У березні 2014 року було підписано контракт на будівництво південної гілки. Розширення завдовжки 1,3 км включає в себе станцію метро «Витоша», розташовану в районі Хладилніка. Завершення будівельних робіт було заплановано на червень 2016-го.
Також є плани по будівництву лінії до Іліянців, починаючи від існуючого відгалуження між станціями «Княгиня Марія Луїза» і «Хан Кубрат».

## Станції

### Діючі
Сортування за замовчуванням у переліку виконано за датою відкриття.
| Станція                                                   | Лінія | Світлина | В експлуатації з | Примітки                                                                         |
| --------------------------------------------------------- | ----- | -------- | ---------------- | -------------------------------------------------------------------------------- |
| Сливница                                                  | М1 М4 |          | 28 січня 1998    |                                                                                  |
| Люлін                                                     | М1 М4 |          | 28 січня 1998    | обслуговує однойменний житловий масив                                            |
| Західний парк                                             | М1 М4 |          | 28 січня 1998    |                                                                                  |
| Вардар                                                    | М1 М4 |          | 28 січня 1998    |                                                                                  |
| Костянтин Величков                                        | М1 М4 |          | 28 січня 1998    |                                                                                  |
| Ополченська                                               | М1 М4 |          | 17 вересня 1999  |                                                                                  |
| Сердика                                                   | М1 М4 |          | 31 жовтня 2000   | пересадка на М2                                                                  |
| Обеля                                                     | М2 М4 |          | 20 квітня 2003   | перша від електродепо                                                            |
| Стадіон Васил Левський                                    | М1 М4 |          | 8 травня 2009    | розташована біля однойменного стадіону                                           |
| Жоліо Кюрі                                                | М1 М4 |          | 8 травня 2009    |                                                                                  |
| Г. М. Димитров                                            | М1 М4 |          | 8 травня 2009    |                                                                                  |
| Мусагеница                                                | М1 М4 |          | 8 травня 2009    | обслуговує однойменний житловий масив                                            |
| Младост 1                                                 | М1 М4 |          | 8 травня 2009    | обслуговує однойменний житловий масив                                            |
| Софійський університет імені Святого Климента Охридського | М1 М4 |          | 7 вересня 2009   | пересадка на М3                                                                  |
| Младост 3                                                 | М4    |          | 25 квітня 2012   | обслуговує однойменний житловий масив                                            |
| Інтер Експоцентр — Царьградне шосе                        | М4    |          | 25 квітня 2012   | розташована на однойменному шосе                                                 |
| Ломско шосе                                               | М2    |          | 31 серпня 2012   | обслуговує житловий масив Врабниця                                               |
| Белі Дунав                                                | М2    |          | 31 серпня 2012   | розташована на межі житлових масивів Надежда-3 і Надежда-4                       |
| Надежда                                                   | М2    |          | 31 серпня 2012   | обслуговує однойменний житловий масив, розташована під бульваром Ломське шосе    |
| Хан Кубрат                                                | М2    |          | 31 серпня 2012   | розташована на межі житлових масивів Надежда-1 і Надежда-2                       |
| Княгиня Марія Луїза                                       | М2    |          | 31 серпня 2012   | розташована біля Центрального онкодиспансеру                                     |
| Центральний вокзал                                        | М2    |          | 31 серпня 2012   | розташована біля Центрального вокзалу і Центрального автовокзалу                 |
| Львов мост                                                | М2    |          | 31 серпня 2012   | розташована біля однойменного мосту                                              |
| Сердика II                                                | М2    |          | 31 серпня 2012   | пересадка на М1 і М4                                                             |
| НДК                                                       | М2    |          | 31 серпня 2012   | пересадка на М3                                                                  |
| Європейський союз                                         | М2    |          | 31 серпня 2012   | розташована біля «Музею Землі та Людини» та City Center Sofia                    |
| Джеймс Баучер                                             | М2    |          | 31 серпня 2012   | обслуговує житловий масив Лозанець                                               |
| Дружба                                                    | М4    |          | 2 квітня 2015    | обслуговує однойменний житловий масив                                            |
| Іскарське шосе                                            | М4    |          | 2 квітня 2015    |                                                                                  |
| Софійська гора Афон                                       | М4    |          | 2 квітня 2015    |                                                                                  |
| Аеропорт Софія                                            | М4    |          | 2 квітня 2015    | розташована біля другого терміналу аеропорту Софія                               |
| Александр Малінов                                         | М1    |          | 8 травня 2015    | обслуговує житлові масиви Младост-2 і Младост-3                                  |
| Академік Александр Теодоров-Балан                         | М1    |          | 8 травня 2015    | обслуговує житлові масиви Младост-2 і Младост-3                                  |
| Бізнес-парк Софія                                         | М1    |          | 8 травня 2015    | розташована біля однойменного бізнес-парку і обслуговує житловий масив Младост-4 |
| Витоша                                                    | М2    |          | 20 липня 2016    |                                                                                  |
| Хаджі Димитар                                             | М3    |          | 26 серпня 2020   |                                                                                  |
| Театральна                                                | М3    |          | 26 серпня 2020   | розташована біля театру «Софія»                                                  |
| Орлів міст                                                | М3    |          | 26 серпня 2020   | пересадка на М1 і М4                                                             |
| Св. Патріарх Євтимій                                      | М3    |          | 26 серпня 2020   |                                                                                  |
| НДК II                                                    | М3    |          | 26 серпня 2020   | пересадка на М2                                                                  |
| Медичний університет                                      | М3    |          | 26 серпня 2020   |                                                                                  |
| Болгарія                                                  | М3    |          | 26 серпня 2020   |                                                                                  |
| Красне село                                               | М3    |          | 26 серпня 2020   |                                                                                  |
| Овча купел                                                | М3    |          | 24 квітня 2021   |                                                                                  |
| Мізія                                                     | М3    |          | 24 квітня 2021   |                                                                                  |
| Овча купел II                                             | М3    |          | 24 квітня 2021   |                                                                                  |
| Горна баня                                                | М3    |          | 24 квітня 2021   |                                                                                  |

## Лінії
Згідно з планами розвитку 2017 року Софійський метрополітен мав складатися з трьох ліній, із загальною довжиною 62 км, 63 станції метро, пасажиропотік — 1,1 млн осіб/добу в завершальній стадії реалізації
Станом на 2021 рік лінії  М1  і  М4  мають 13 спільних станцій.
|  |  |  |

|  |  |  |

|  |  |  |

|  |  |  |

|  |  |  |

|  |  |  |

|  |  |  |

|  |  |  |

|  |  |  |

|  |  |  |

|  |

|  |

|  |  |  |

|  |

|  |  |  |

|  |

|  |

|  |  |  |

|  |

|  |

|  |

|  |  |  |

|  |  |  |

|  |  |  |

|  |  |  |

|  |  |  |

|  |  |  |

|  |  |  |

|  |  |  |

|  |  |  |

|  |  |  |

|  |

|  |

|  |  |  |

|  |

|  |  |  |

|  |

|  |

|  |  |  |

|  |

|  |

|  |

|  |  |  |

|  |  |  |

|  |  |  |

|  |  |  |

|  |  |  |

|  |  |  |

|  |  |  |

|  |  |  |

|  |  |  |

|  |  |  |

|  |

|  |

|  |  |  |

|  |

|  |  |  |

|  |

|  |

|  |  |  |

|  |

|  |

|  |

|  |  |  |

|  |  |  |

|  |  |  |

|  |  |  |

|  |  |  |

|  |  |  |

|  |  |  |

|  |  |  |

|  |  |  |

|  |  |  |

|  |

|  |

|  |  |  |

|  |

|  |  |  |

|  |

|  |

|  |  |  |

|  |

|  |

|  |

|  |  |  |

|  |  |  |

|  |  |  |

|  |  |  |

|  |  |  |

|  |  |  |

|  |  |  |

|  |  |  |

|  |  |  |

|  |  |  |

|  |  |  |

|  |  |  |

|  |  |  |

|  |  |  |

|  |  |  |

|  |  |  |

|  |  |  |

|  |  |  |

|  |  |  |

|  |  |  |

|  |  |  |

|  |  |  |

|  |  |  |

|  |  |  |

|  |  |  |

|  |  |  |

|  |  |  |

|  |  |  |

|  |  |  |

|  |  |  |

|  |  |  |

|  |  |  |

|  |  |  |

|  |  |  |

|  |  |  |

|  |  |  |

|  |  |  |

|  |  |  |

|  |  |  |

|  |  |  |

|  |  |  |

|  |  |  |

|  |  |  |

|  |  |  |

|  |  |  |

|  |  |  |

|  |  |  |

|  |  |  |

|  |  |  |

|  |  |  |

|  |  |  |

|  |  |  |

|  |  |  |

|  |  |  |

|  |  |  |

|  |  |  |

|  |  |  |

|  |  |  |

|  |  |  |

|  |  |  |

|  |  |  |

|  |  |  |

|  |  |  |

|  |  |  |

|  |  |  |

|  |  |  |

|  |  |  |

|  |  |  |

|  |  |  |

|  |  |  |

|  |  |  |

|  |  |  |

|  |  |  |

|  |  |  |

|  |  |  |

|  |  |  |

|  |  |  |

|  |  |  |

|  |  |  |

|  |  |  |

|  |  |  |

|  |  |  |

|  |  |  |

|  |  |  |

|  |  |  |

|  |  |  |

|  |  |  |

|  |  |  |

|  |  |  |

|  |  |  |

|  |  |  |

|  |  |  |

|  |  |  |

|  |  |  |

|  |  |  |

|  |  |  |

|  |  |  |

|  |  |  |

|  |  |  |

|  |  |  |

|  |  |  |

|  |  |  |

|  |  |  |

|  |  |  |

|  |  |  |

|  |  |  |

|  |  |  |

|  |  |  |

|  |  |  |

|  |  |  |

|  |  |  |

|  |  |  |

|  |  |  |

|  |  |  |

|  |  |  |

|  |  |  |

|  |  |  |

|  |  |  |

|  |  |  |

|  |  |  |

|  |  |  |

|  |  |  |

|  |  |  |

|  |  |  |

|  |  |  |

|  |  |  |

|  |  |  |

|  |  |  |

|  |  |  |

|  |  |  |

|  |  |  |

|  |  |  |

|  |  |  |

|  |  |  |

|  |  |  |

|  |

|  |

|  |  |  |

|  |

|  |  |  |

|  |

|  |

|  |  |  |

|  |

|  |

|  |

|  |

|  |

|  |

|  |

|  |  |  |

|  |  |  |

|  |  |  |

|  |  |  |

|  |  |  |

|  |  |  |

|  |  |  |

|  |  |  |

|  |  |  |

|  |  |  |

|  |  |  |

|  |

|  |

|  |  |  |

|  |

|  |  |  |

|  |

|  |

|  |  |  |

|  |

|  |

|  |

|  |

|  |

|  |

|  |

|  |  |  |

|  |  |  |

|  |  |  |

|  |  |  |

|  |  |  |

|  |  |  |

|  |  |  |

|  |  |  |

|  |  |  |

|  |  |  |

|  |  |  |

|  |

|  |

|  |  |  |

|  |

|  |  |  |

|  |

|  |

|  |  |  |

|  |

|  |

|  |

|  |

|  |

|  |

|  |

|  |  |  |

|  |  |  |

|  |  |  |

|  |  |  |

|  |  |  |

|  |  |  |

|  |  |  |

|  |  |  |

|  |  |  |

|  |  |  |

|  |  |  |

|  |

|  |

|  |  |  |

|  |

|  |  |  |

|  |

|  |

|  |  |  |

|  |

|  |

|  |

|  |

|  |

|  |

|  |

## Рухомий склад
В болгарській столиці використовуються вагони типу 81-717.4/714.4 виробництва заводу «Метровагонмаш» (Російська Федерація), які були замовлені ще 1990 року — загалом 48 вагонів (по 4 вагони в потязі).
В кінці 2005 р. в експлуатацію було введено 6 нових потягів, знов-таки виробництва заводу «Метровагонмаш», але новішої моделі. Потяг складається з трьох вагонів. У зв'язку з розширенням метро 2009-го року, повинні були доставлені ще 3 рухомі склади метра моделей 81-740.2/741.2 «Русич». А в 2010 році були доставлені ще 3 нові потяги моделі 81-740.2Б/741.2Б «Русич».
2012-го місто отримало ще 18 нових потягів моделі 81-740.2Б/741.2Б «Русич».
У Софійському метрополітені діє одне електродепо, виїзд з якого знаходиться між станціями «Сливница» та «Обеля».

## Перспективи розвитку
Планується побудувати ще 1 лінію метрополітену.